# ديبرا باجيت
ديبرا باجيت (بالإنجليزية: Debra Paget) هي ممثلة أمريكية، ولدت في 19 أغسطس 1933 بدنفر في الولايات المتحدة.

## أعمال

### أفلام
- (1950) السهم المكسور
- (1956) الوصايا العشر[6][7][8]
- (1960) ابنة كليوباترا

## وصلات خارجية
- ديبرا باجيت على موقع IMDb (الإنجليزية)
- ديبرا باجيت على موقع ألو سيني (الفرنسية)
- ديبرا باجيت على موقع تيرنر كلاسيك موفيز (الإنجليزية)
- ديبرا باجيت على موقع أول موفي (الإنجليزية)
- ديبرا باجيت على موقع قاعدة بيانات الأفلام السويدية (السويدية)
- ديبرا باجيت على موقع إن إن دي بي (الإنجليزية)
- ديبرا باجيت على موقع ديسكوغز (الإنجليزية)
- ديبرا باجيت على موقع قاعدة بيانات الفيلم (الإنجليزية)
- ديبرا باجيت على موقع كينوبويسك (الروسية)